# هنانو (الرقة)
هنانو قرية سورية تتبع ناحية عين عيسى في منطقة تل أبيض في محافظة الرقة. بلغ عدد سكانها 728 نسمة في عام 2004 حسب إحصاء المكتب المركزي للإحصاء.